# Америчка хорор прича: Култ
Америчка хорор прича: Култ (енгл. American Horror Story: Cult) је седма сезона америчке FX хорор-антологијске телевизијске серије Америчка хорор прича, чији су творци Рајан Мерфи и Бред Фелчак. Премијера сезоне је била 5. септембра 2017. године и завршила се 14. новембра 2017. године. Наслов Култ је најављен 20. јула 2017. године. Сезона се одвија у фиктивном предргађу Брукфилд Хајтс, током 2017. године и центрира се на култ који терорише становнике након председничких избора у САД 2016.
Чланови глумачке екипе који се враћају из претходних сезона серије су: Сара Полсон, Еван Питерс, Шајен Џексон, Џон Керол Линч, Чез Боно, Адина Портер, Џејмс Морозини, Ема Робертс, Мер Винингем, Френсис Конрој и Џејми Бруер, заједно са новим члановима које чине Били Лурд и Алисон Пил. Култ означава прву сезону у којој не глуми носиоц серије Лили Рејб.
Култ је добио углавном позитивне критике критичара. Полсонова, Питерс и Поретерова су добили номинације за награду Сатурн за своје перформансе. Такође, Полсонова и Портерова су номиновани за најбољу главну глумицу и најбољу споредну глумицу у мини-серији или ТВ филму на 70. додели награда Еми за ударне термине, док је Питерс добио номинацију за најбољег глумца у филму или мини-серији на 8. додели Телевизијских награда критичара.

## Улоге
| Глумац              | Улога                                                                                   |
| ------------------- | --------------------------------------------------------------------------------------- |
| Сара Полсон         | Али Мејфер-Ричардс и Сузан Аткинс                                                       |
| Еван Питерс         | Кај Андерсон, Енди Ворхол, Маршал Еплвајт, Дејвид Кореш, Џим Џоунс, Исус и Чарлс Менсон |
| Шајен Џексон        | др. Руди Винсент                                                                        |
| Били Лурд           | Винтер Андерсон и Линда Касабијан                                                       |
| Алисон Пил          | Ајви Мејфер-Ричардс                                                                     |
| Били Ајкнер         | Харисон Вилтон и Чарлс „Текс” Вотсон                                                    |
| Ема Робертс         | Серена Белинда                                                                          |
| Мер Винигем         | Сали Кефлер                                                                             |
| Лина Данам          | Валери Соланс                                                                           |
| Френсис Конрој      | Биби Бебит                                                                              |
| Адина Портер        | Беверли Хоуп                                                                            |
| Колтон Хајнс        | детектив Џек Самјуелс                                                                   |
| Лесли Гросман       | Медоу Вилтон и Патриша Кренвинкел                                                       |
| Чез Боно            | Гари Лонгстрит                                                                          |
| Чопер Додсон        | Озимандијас „Оз” Мејфер-Ричардс                                                         |
| Дермот Малрони      | Боб Томпсон                                                                             |
| Камерон Каупертвејт | Спидвегон                                                                               |
| Тим Кан             | Том Ченг                                                                                |
| Хорхе-Луј Пало      | Педро Моралес                                                                           |
| Зек Ворд            | Роџер                                                                                   |
| Лаура Ален          | Роузи                                                                                   |
| Рон Мелендез        | Ар Џеј                                                                                  |
| Дот Џоунс           | Бачи Меј                                                                                |
| Џејми Бруер         | Хеда                                                                                    |
| Рик Спрингфилд      | Пастор Чарлс                                                                            |
| Рејчел Робертс      | Шерон Тејт                                                                              |
| Ренис Кокрам        | Хербет Џексон                                                                           |
| Ени Илонзе          | Ерика                                                                                   |
| Мирај Грбић         | Војцих Гриковски                                                                        |